# Cristian Godoy
Cristian Godoy (San Nicolás, Buenos Aires, Argentina, 9 de febrero de 1990) es un futbolista argentino. Su puesto el de defensor y en la actualidad se desempeña en el club Lujan, de la 3ra division argentina (primera C)

## Clubes
| Club                                 | País      | Año           |
| ------------------------------------ | --------- | ------------- |
| Rosario Central                      | Argentina | 2010 - 2012   |
| Club Deportivo Rosamonte (Apóstoles) | Argentina | 2012 - 2013   |
| Sportivo Las Parejas                 | Argentina | 2013          |
| Tiro Federal (Rosario)               | Argentina | 2013 - 2014   |
| Defensores de Cambaceres             | Argentina | 2014          |
| Guaraní Antonio Franco               | Argentina | 2014 - 2015   |
| General Belgrano (Santa Rosa)        | Argentina | 2015          |
| PSM Fútbol (Gral. San Martín)        | Argentina | 2016          |
| Central Córdoba (Rosario)            | Argentina | 2016 - 2017   |
| Acassuso                             | Argentina | 2017-2018     |
| Estudiantes (BA)                     | Argentina | 2018-2019     |
| Talleres (RdE)                       | Argentina | 2019-presente |